# Modern femkamp vid olympiska sommarspelen 1936
Resultat från tävlingarna i modern femkamp vid olympiska spelen 1936. 

## Medaljörer
| Spel         | Guld                       | Silver              | Brons                |
| Individuellt | Gotthard Handrick Tyskland | Charles Leonard USA | Silvano Abbà Italien |

## Medaljtabell
| Pl. | Nation   | Guld | Silver | Brons | Totalt |
| --- | -------- | ---- | ------ | ----- | ------ |
| 1   | Tyskland | 1    | 0      | 0     | 1      |
| 2   | USA      | 0    | 1      | 0     | 1      |
| 3   | Italien  | 0    | 0      | 1     | 1      |

## Deltagande nationer
| - Österrike (2) - Belgien (3) - Brasilien (3) - Finland (3) - Frankrike (3) - Tyskland (3) - Storbritannien (3) - Grekland (1) | - Ungern (3) - Italien (3) - Mexiko (2) - Nederländerna (3) - Peru (1) - Sverige (3) - Schweiz (3) - USA (3) |